# Итонс Нек (Њујорк)
Итонс Нек (енгл. Eatons Neck) насељено је место без административног статуса у америчкој савезној држави Њујорк.

## Демографија
По попису из 2010. године број становника је 1.406, што је 18 (1,3%) становника више него 2000. године.
| Група             | 2000.         | 2010.         |
| Белци             | 1.351 (97,3%) | 1.336 (95,0%) |
| Афроамериканци    | 3 (0,2%)      | 3 (0,2%)      |
| Азијати           | 14 (1,0%)     | 13 (0,9%)     |
| Хиспаноамериканци | 16 (1,2%)     | 36 (2,6%)     |
| Укупно            | 1.388         | 1.406         |